# Дръмлин
Дръмлин (на английски Drumlin) във физическата география е название на малка релефна форма (вид хълм) с ледников произход. Дръмлините са издължени по посока на движението на ледника, изградени главно от морени, по-рядко от пясък и съвсем рядко имат ядро от коренна скала.

## Описание и образуване
Дръмлините са издължени хълмове. От едната страна са тесни и там склоновете им са стръмни. От другата стават по-широки, а височината им намалява плавно. Най-високата им точка е откъм стръмната част, макар че отгоре те са доста равни. Дължината им варира, в повечето случаи между 2 и 3 км, ширината – от 200 до 400 м. Високи са от 7 – 8 до 40 – 50 м. Образуването им е въпрос, който все още не е намерил окончателния си отговор. Според някои геолози те се образуват от силата на свличащия се ледник, според други – от течението на подледникови реки. Във всеки случай има единодушие по въпроса, че са свързани с отдавна разтопили се ледници. Най-вероятно време на образуване – последните плейстоценски заледявания.

## Разпространение
Дръмлините са широко разпространени в Източноевропейската равнина, тоест в днешна северозападна Русия, Прибалтика, Финландия и в средна Швеция. В Северна Америка има цели дръмлинови полета, особено в щата Ню Йорк, където са струпани 10 хиляди от тях. Характерни са също за щатите Масачусетс, Кънектикът, Минесота, Уисконсин, както и за различни части на Канада, Свалбард, Исландия, дори Патагония и Антарктида.